# 28 Возничего
28 Возничего (лат. 28 Aurigae, HD 38604) — одиночная звезда в созвездии Возничего на расстоянии приблизительно 649 световых лет (около 199 парсеков) от Солнца. Видимая звёздная величина звезды — +6,8m.

## Характеристики
28 Возничего — жёлтый гигант или субгигант спектрального класса G1III-IV или G0. Радиус — около 10,18 солнечных, светимость — около 72,708 солнечных. Эффективная температура — около 5284 К.